# Kyaukse (dystrykt)
Dystrykt Kyaukse – dystrykt prowincji Mandalaj w środkowej Mjanmie.

## Okręgi miejskie
Dystrykt składa się z 4 następujących okręgów miejskich:
- Kyaukse
- Sintgaing
- Myittha
- Tada-U